# Pentacalia albi-panquei
Pentacalia albi-panquei là một loài thực vật có hoa trong họ Cúc. Loài này được S.Díaz & Cuatrec. mô tả khoa học đầu tiên năm 1990.